# Zielony Grąd
Zielony Grąd (deutsch Schönwiese) ist ein Ort in der polnischen Woiwodschaft Ermland-Masuren. Er gehört zur Gmina Pasłęk (Stadt-und-Land-Gemeinde Preußisch Holland) im Powiat Elbląski (Kreis Elbing).

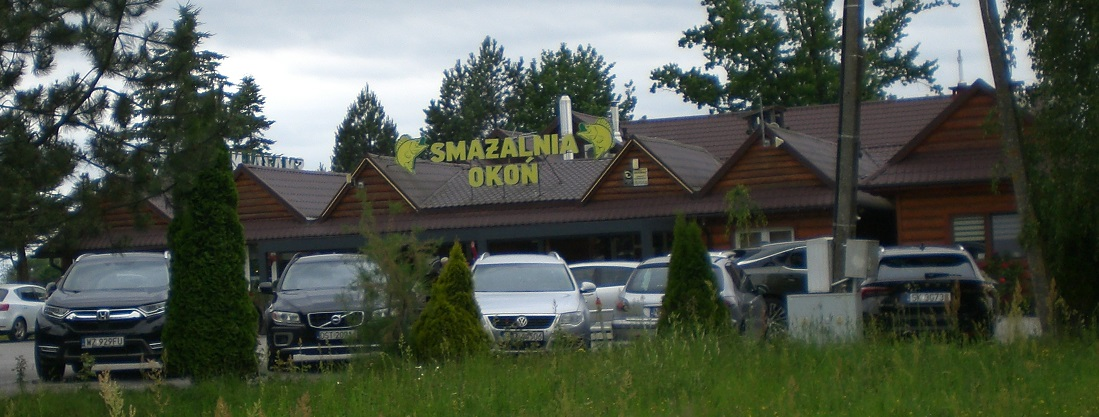
Fischbraterei in Zielony Grąd

## Geographische Lage
Zielony Grąd liegt im nördlichen Westen der Woiwodschaft Ermland-Masuren, vier Kilometer nordwestlich der früheren Kreisstadt Preußisch Holland (polnisch Pasłęk) bzw. 15 Kilometer südöstlich der heutigen Kreismetropole Elbląg (deutsch Elbing).
|  |

## Geschichte
Schönwiese war ein kleines Dorf mit einem Weiher in der Ortsmitte. Die Landgemeinde Schönwiese wurde 1874 in den neu errichteten Amtsbezirk Weeskenhof (polnisch Rzeczna) aufgenommen, der zum ostpreußischen Kreis Preußisch Holland im Regierungsbezirk Königsberg gehörte.
Im Jahre 1910 waren in Schönwiese 129 Einwohner gemeldet. Ihre Zahl belief sich im Jahre 1933 auf 115.
Am 12. Januar 1937 wurde der Amtsbezirk Weeskenhof offiziell in „Amtsbezirk Drausenhof“ umbenannt. Die Einwohnerzahl Schönwieses belief sich 1939 wie vorher auf 115.
Im Zusammenhang der Abtretung des gesamten südlichen Ostpreußen 1945 in Kriegsfolge an Polen erhielt Schönwiese die polnische Namensform „Zielony Grąd“. Heute ist das Dorf eine Ortschaft im Verbund der Gmina Pasłęk (Stadt-und-Land-Gemeinde Preußisch Holland) im Powiat Elbląski (Kreis Elbing), von 1975 bis 1998 der Woiwodschaft Elbląg, seither der Woiwodschaft Ermland-Masuren zugehörig.

## Religion

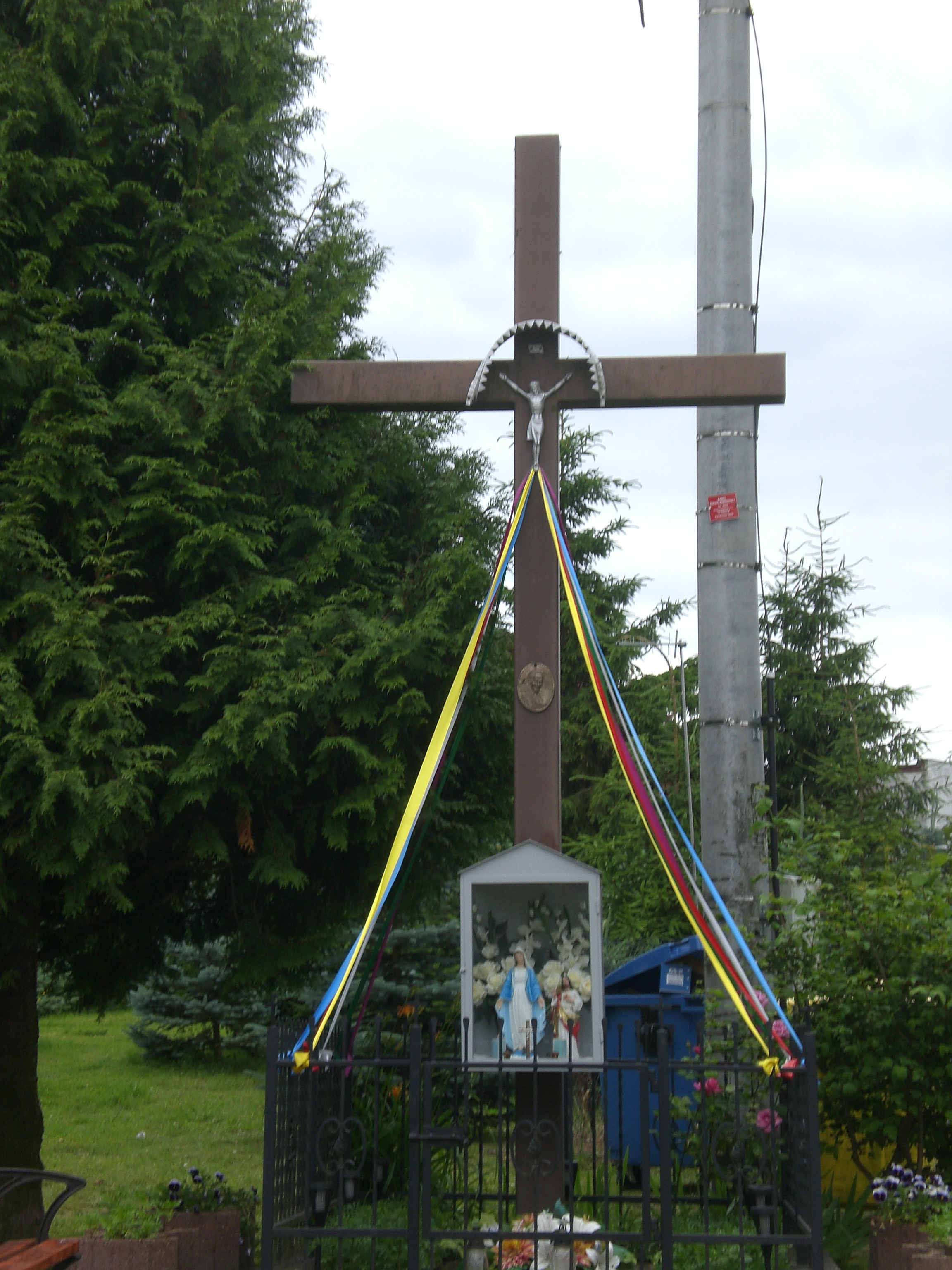
Wegekreuz in Zielony Grąd

Schönwiese gehörte bis 1945 zur evangelischen Pfarrkirche in der Stadt Preußisch Holland (polnisch Pasłęk) in der Kirchenprovinz Ostpreußen der Kirche der Altpreußischen Union. Seither ist Zielony Grąd in die St.- Georgs-Kirche der Stadt Pasłęk eingegliedert.
Seitens der römisch-katholischen Kirche war Schönwiese ebenfalls nach Preußisch Holland eingepfarrt. Der Bezug besteht auch weiterhin für Zielony Grąd, wobei die Stadt Pasłęk jetzt zum Dekanat Pasłęk 1 im Bistum Elbląg gehört.

## Verkehr

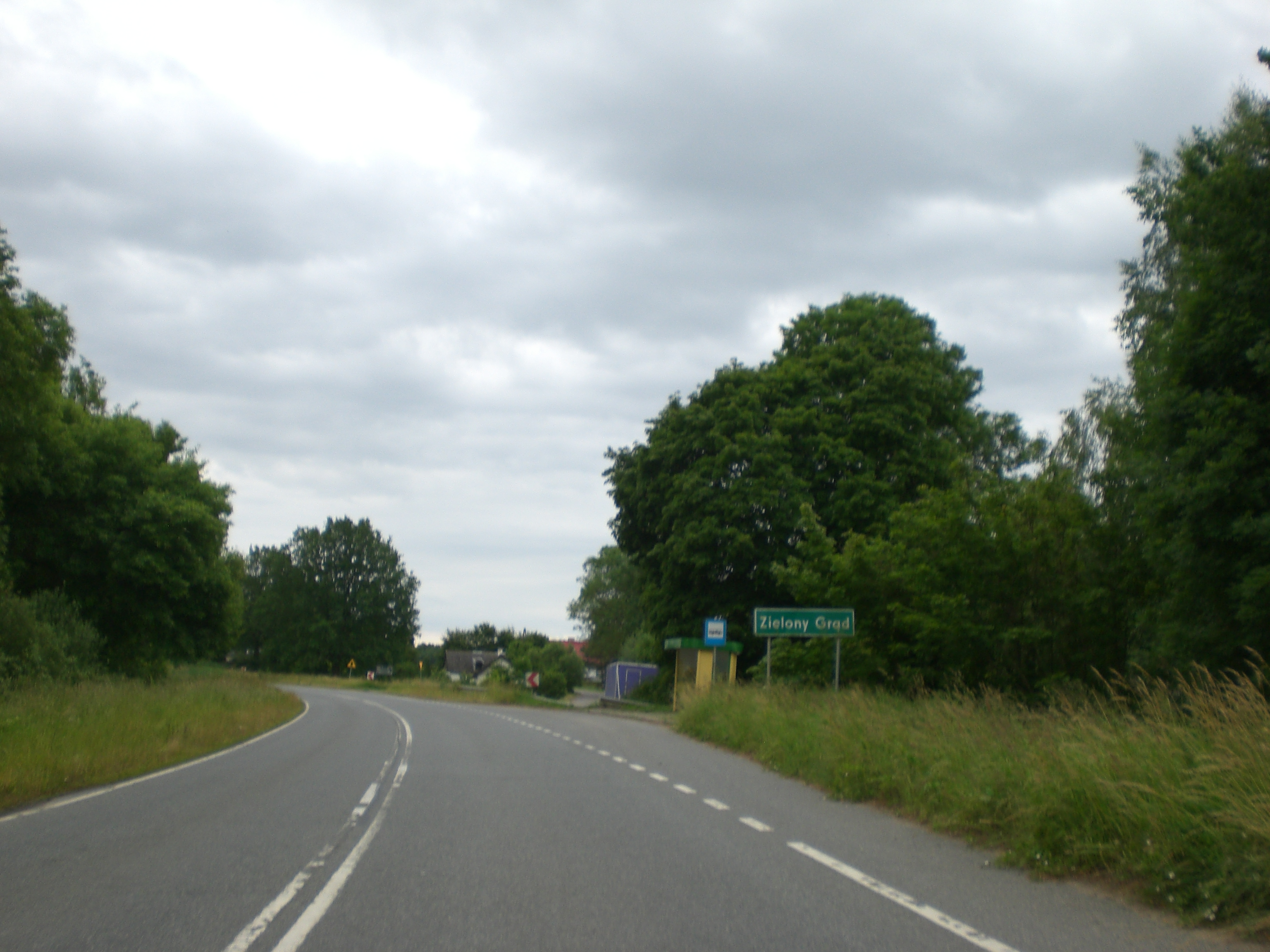
Ortseinfahrt Zielony Grąd

Zielony Grad liegt an der Anschlussstelle Pasłęk Północ der Schnellstraße 7 (Danzig–Warschau–Krakau) und ist über Straßenverbindungen sowohl von Elbląg (Elbing) als auch von Pasłęk (Preußisch Holland) aus erreichbar.
Die nächste Bahnstation ist Bogaczewo (Güldenboden). Sie liegt an der Polnischen Staatsbahn – PKP-Bahnlinie 220: Olsztyn–Bogaczewo, die im regulären Betrieb befahren wird.